# Augusta Ema d'Este
Augusta Ema d'Este (nascida Ellen Augusta Ema de Hanôver;  Grosvenor Street, 11 de agosto de 1801 — Londres, 21 de maio de 1866) foi uma nobre inglesa. Ela foi senhora Truro de Bowes pelo seu casamento com Thomas Wilde, 1.° Barão Truro.

## Família
Augusta Ema foi a única filha nascida do príncipe Augusto Frederico, Duque de Sussex e de sua primeira esposa, Augusta Murray. Os seus avós paternos eram o rei Jorge III do Reino Unido e Carlota de Meclemburgo-Strelitz. Os seus avós maternos eram John Murray, 4.° Conde de Dunmore e Charlotte Stewart.
Ela tinha um irmão mais velho, Sir Augustus Frederick d'Este.

## Biografia
Nascida com o sobrenome Hanôver, ela e o irmão alteraram  legalmente seu sobrenome para d'Este em 1809, uma família da quais ambos seus pais descendiam.
Ela residia em Mount Albion House, na cidade de Ramsgate. Ela herdou as propriedades de sua mãe, que morreu em 1830, e tentou vendê-las em 1838.
No dia 13 de agosto de 1845, aos 44 anos, Augusta Ema casou-se com Thomas Wilde, como sua segunda esposa. Ele era filho do advogado Thomas Wilde e de Mary Anne Knight.
O casal não teve filhos. Contudo, ela foi madrasta de três filhos do primeiro casamento de Thomas com Mary Wileman.
Após a criação do título de barão Truro para seu marido, em 15 de julho de 1850, ela ficou conhecida como senhora Truro de Bowes.
A nobre sofria de ataques de asma, e por isso passava o outubro no continente. Ela faleceu na sua casa, em Eaton Square, em Londres, após o seu retorno, no dia 21 de maio de 1866, aos 64 anos de idade.
O seu funeral ocorreu no dia 28 de maio, na Igreja de São Lourenço, em Ramsgate, e foi enterrada no mausoléu da família. Ela deixou £ 70 000 de herança em seu testamento, dos quais £ 40 000 foram destinados a caridade.
A senhora Truro também doou todos os livros de direito de seu marido para a biblioteca da Câmara dos Lordes, e concedeu um retrato do barão de possível autoria de Sir Francis Grant para St Paul's School.
De acordo com o jornal Thanet Advertiser, ela era uma mulher reservada e que vivia de maneira quieta e simples.

## Títulos e estilos
- 1801 – 1845: Senhorita Augusta Ema d'Este
- 1845 – 1850: Senhora Wilde
- 1850 – 1858: A Muita Honorável A Senhora Truro
- 1858 – 1866: A Muita Honorável A Viúva Senhora Truro